# Consolação (São Paulo)
Consolação est un district de la région centrale de la ville de São Paulo et l'une des régions historiques et culturelles les plus importantes de la ville.
Il comprend une partie du quartier de Vila Buarque, où est basée la Confrérie de la Santa Casa de Misericórdia de São Paulo, le théâtre de l'université de São Paulo (TUSP) et le Centre universitaire Maria Antônia ; partie du quartier de Cerqueira César, où se trouve le Colégio São Luís. Dans le quartier se trouvent également les quartiers huppés d'Higienópolis et de Pacaembu, des bastions intellectuels traditionnels et des familles descendantes des grands producteurs de café du début du XXe siècle, où se trouvent l'université presbytérienne Mackenzie et la Fondation Armando Alvares Penteado.
Le district est desservi par les lignes 2 - Verte (station Consolação) du métro de São Paulo et 4 - Jaune (stations Paulista et Higienópolis-Mackenzie) de la ViaQuatro. À l'avenir, il sera également desservi par la ligne 6 - Orange, avec la construction de la station Higienópolis–Mackenzie et de la station Angélica-Pacaembu.

## Formation
L'un des quartiers de la ville de São Paulo, est composé des quartiers de Consolação, Higienópolis, Vila Buarque et Pacaembu. Son développement a commencé sur le Caminho de Pinheiros ou Caminho de Sorocaba, l'actuelle rue da Consolação, la rue principale du quartier. Région éloignée de la ville, il y avait à l'époque des plantations de légumes et de fruits et ce n'est que vers 1779 qu'un petit village a commencé à habiter la région. Ils étaient les fidèles de Nossa Senhora da Consolação, qui a construit une chapelle pour le saint en pisé. L'église est devenue la paroisse de Nossa Senhora da Consolação, fondée en 1798,. C'est la construction de l'église qui a attiré plus d'habitants dans la rue, qui, grâce à son importance nouvellement acquise, a attiré l'attention du gouvernement de la ville, qui y a construit des routes et des rues, permettant et facilitant l'accès. Comme il était du côté du Caminho de Pinheiros, utilisé par les conducteurs de troupes qui allaient du largo da Memória à Pinheiros pour conclure des accords avec des commerçants dans des villes comme Itu et Sorocaba, il a une importance historique pour la construction du quartier et de la ville.
Après la construction de l'église, la Confrérie de Nossa Senhora da Consolação et São João Batista a été créée en 1855, l'année où une épidémie de choléra a frappé la région. Avec l'objectif de « soutenir les morphiques qui parcouraient en grand nombre la Province », l'institution a donné à l'église un sens nouveau. Il y avait aussi des soins avec d'autres maladies. L'action de la Confrérie lui a offert un don de la Santa Casa de Misericórdia : un bâtiment et la prérogative de soigner les malades atteints de la maladie de Hansen. L'augmentation du nombre de patients et l'initiative de traitement de la Confrérie ont assuré la croissance de la population et l'urbanisation conséquente de la région.

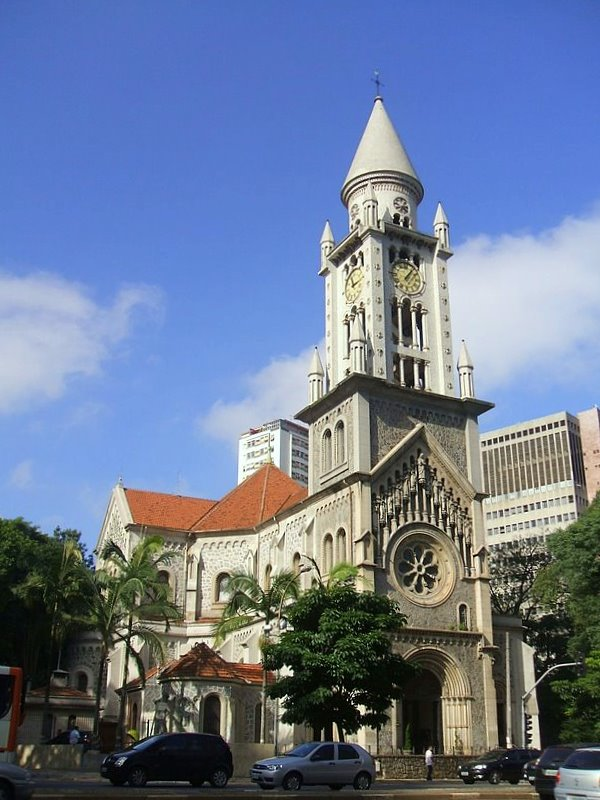
Façade principale de l'église de la Consolação

C'est l'épidémie de choléra qui a donné naissance au cimetière de la Consolação, inauguré en 1858, car il devenait nécessaire d'enterrer les victimes mortelles. Le conseil municipal a choisi l'adresse car elle était éloignée de la population, elle était aussi fondamentale pour la consolidation du quartier. C'est là que sont enterrés des noms tels que Ramos de Azevedo, Oswald de Andrade, Monteiro Lobato et Caetano de Campos.
En 1870, avec une population d'environ 3 500 habitants, l'église de la Consolation a été élevée au siège de la paroisse. Le 23 mars de la même année, le quartier est renommé district. Dans les environs, des familles aisées se sont installées dans la ville, construisant de grandes fermes et développant des quartiers tels que Higienópolis et Santa Cecília. L'émergence de l'avenue Paulista en 1891 a également donné de l'importance à Consolação, étant donné la proximité des deux zones. À partir de ce moment, le quartier est devenu populaire parmi les habitants de la ville et a pris de l'importance dans la vie nocturne, sociale et culturelle de São Paulo.

## Attractions du district
- Archidiocèse de São Paulo
- Cimetière de la Consolação
- Cimetière de l'Araçá
- USP Maria Antônia
- Théâtre de l'USP
- Cine Belas Artes
- Colégio Rio Branco
- Colégio São Luís
- Colégio Sion
- Escola de Teatro Wolf Maia
- Espaço Itaú de Cinema
- Stade du Pacaembu
- FAAP
- Faculté das Américas
- École de sociologie et politique de São Paulo
- Higienópolis
- Hôpital Samaritano de São Paulo
- Hôpital Santa Isabel
- Iate Clube de Santos
- Église de la Consolação
- Église Sainte-Thérèse de l'Enfant-Jésus
- Église Saint Louis Gonzague
- Parc Buenos Aires
- Parc Augusta
- Praça Rotary
- Praça Universidade Mackenzie
- PUC Consolação - (Campus Consolação)
- Santa Casa de Misericórdia
- São Paulo Athletic Club
- Sesc Consolação
- Shopping Center3
- Shopping Frei Caneca
- Shopping Pátio Higienópolis
- Teatro Anchieta
- Teatro Folha
- Teatro Nair Bello
- Université presbytérienne Mackenzie

## Emplacement

### Limites
- Nord : Rue Doutor Veiga Filho, Rue Jaguaribe (sans les inclure).
- Est : Rue Amaral Gurgel/Voie élevée Presidente João Goulart, Rue João Guimarães Rosa/Praça Roosevelt, Liaison Est-Ouest.
- Sud : Rue Avanhandava, Rue Frei Caneca (inclus).
- Sud-ouest :  Avenue Paulista, Rue da Consolação, Viaduc Okuhara Koei, Avenue Doutor Arnaldo.
- Ouest : Rue Cardoso de Almeida, Rue Almirante Pereira Guimarães, Place Wendell Wilkie, Avenue Arnolfo Azevedo, Place Charles Miller, Avenue Pacaembu.